# Абрамиха (река)
Абра́миха — река в Кабанском районе Бурятии. Впадает в залив Посольский сор озера Байкал.

## География
Река Абрамиха образуется слиянием рек Большая Абрамиха и Малая Абрамиха. Длина реки составляет 9 км (от истока Большой Абрамихи — 25 км). Течёт на северо-запад. Впадает в южную часть залива Посольский сор озера Байкал северо-западнее остановочного пункта Абрамиха (ВСЖД) на Транссибирской магистрали. Устье реки входит в курортную рекреационную местность «Байкальский Прибой — Култушная».

## Данные государственного водного реестра
По данным государственного водного реестра России и геоинформационной системы водохозяйственного районирования территории РФ, подготовленной Федеральным агентством водных ресурсов:
- Бассейновый округ — Ангаро-Байкальский
- Речной бассейн — бассейны малых и средних притоков средней и северной части озера Байкал
- Речной подбассейн — отсутствует
- Водохозяйственный участок — бассейны рек южной части озера Байкал в междуречье рек Селенга и Ангара